# 1930 في فلسطين الانتدابية
أحداث عام 1930 في الانتداب البريطاني على فلسطين.

## أصحاب المناصب
- المفوض السامي - السير جون المستشار
- أمير شرق الأردن - عبد الله بن الحسين
- رئيس وزراء شرق الأردن - حسن خالد أبو الهدى

## الأحداث
- 5 كانون الثاني (يناير)- تأسس حزب ماباي السياسي اليساري بدمج هابويل حتساير ( الذي أسسه أهارون دافيد جوردون صهيون بقيادة دافيد بن غوريون).
- 17 حزيران (يونيو)- شنق 3 فلسطينيين عرب بسبب دورهم في أعمال الاحتجاجات التي اندلعت في آب (أغسطس) 1929. 25 سجينا آخر، اثنان منهم من اليهود، خُففت أحكام الإعدام الصادرة بحقهم.[1] وذكر الفلسطينيون اليوم بأنه "الثلاثاء الأحمر".
- 1 أكتوبر- اللورد باسفيلد، وزير الدولة لشؤون المستعمرات، يُصدر كتابًا أبيض، وبيانًا رسميًا للسياسة البريطانية في فلسطين، بلهجة معادية للصهيونية، ويدعي الصهاينة التراجع عن الالتزامات البريطانية في وعد بلفور.
- 21 تشرين الأول (أكتوبر)- تنشر اللجنة الملكية للأمل سيمبسون تقرير هوب سيمبسون، بعد ثورة البراق، والتي أوصت بالحد من الهجرة اليهودية، بدعوى نقص الأراضي الزراعية لدعم مثل هذه الهجرة.

### تواريخ غير معروفة
- تأسيس كيبوتس نان من قبل 42 عضوًا من مجموعة شباب نوار هعوفيد، على أراضٍ تم شراؤها من قرية النعاني العربية.

## المواليد
- 7 فبراير- ديفيد بار إيلان، عازف البيانو الإسرائيلي، والمؤلف، والمتحدث السياسي، وكاتب العمود (توفي عام 2003).
- 15 آذار/ مارس- إيدنا سولودار، سياسي إسرائيلي.
- نيسان- يائلا هيرتز، معلمة إسرائيلية كندية (توفيت 2014)
- 5 نيسان- دوف لاندو، الحاخام الإسرائيلي.
- 19 نيسان/ أبريل- ياردينا ألوتين، ملحن وعازف بيانو إسرائيلي (توفي عام 1994).
- 2 مايو- يورام كانيوك، كاتب ورسام وصحفي وناقد مسرحي إسرائيلي (توفي 2013).
- 6 مايو- مردخاي غور، جنرال إسرائيلي وسياسي، رئيس الأركان العاشر للجيش الإسرائيلي (توفي عام 1995).
- 5 يونيو- روفين أديف، ممثل ومخرج ومعلم دراما إسرائيلي، رئيس قسم التمثيل في مركز الدراما بلندن (2004).
- 13 يوليو- نعومي شيمر، مؤلفة الأغاني والملحن الإسرائيلي الرائد (توفي عام 2004).
- 15 آب- إيمانويل شاكيد جنرال إسرائيلي (توفي 2018).
- 23 آب- يائير تسابان، سياسي وأكاديمي إسرائيلي.
- 1 أيلول- أورا نمير، سياسي ودبلوماسي إسرائيلي (توفي عام 2019).
- 11 أكتوبر- زيف بوفمان، منتج مسرحي، الرئيس والمدير التنفيذي لشركة روث إيكرد هول (توفي عام 2020).[2]
- 3 تشرين الثاني (نوفمبر)- شالوم كوهين، حاخام إسرائيلي (توفي عام 2022)
- 7 كانون الأول- داني كارافان، نحات ورسام إسرائيلي (توفي عام 2021 ).
- 10 كانون الأول- محمد يوسف النجار مناضل عربي فلسطيني وزعيم أيلول الأسود (توفي عام 1973).
- 22 كانون الأول- أمنون كابليوك، صحفي ومؤلف إسرائيلي (توفي عام 2009).
- التاريخ الكامل غير معروف
  - غاد أفيغاد، عالم الكيمياء الحيوية الإسرائيلي.
  - يوئيل ألروي، سياسي وسياسي إسرائيلي.
  - أمنون ياريف، فيزيائي تطبيقي ومهندس كهربائي إسرائيلي أمريكي

## الوفيات
- 17 حزيران- تُوفي فؤاد حجازي. سجن عكا.
- 17 يونيو- تُوفي عطا الزير. سجن عكا.
- 17 حزيران- تُوفي محمد خليل جمجوم. سجن عكا.